# Nádson Rodrigues de Souza
Nádson Rodrigues de Souza (sinh ngày 30 tháng 1 năm 1982) là một cầu thủ bóng đá người Brasil.

## Đội tuyển bóng đá quốc gia Brasil
Nádson Rodrigues de Souza thi đấu cho đội tuyển bóng đá quốc gia Brasil năm 2003.

## Thống kê sự nghiệp
| Đội tuyển bóng đá Brasil | Đội tuyển bóng đá Brasil | Đội tuyển bóng đá Brasil |
| Năm                      | Trận                     | Bàn                      |
| ------------------------ | ------------------------ | ------------------------ |
| 2003                     | 2                        | 0                        |
| Tổng cộng                | 2                        | 0                        |